# VWM-Verlag für Wirtschaftsinformation und Marktforschung
Der VWM - Verlag für Wirtschaftsinformation und Marktforschung U.G. ist ein deutscher Verlag.

## Geschichte
Der Verlag wurde 2009 in Neukyhna bei Leipzig gegründet. Laut eigenen Angaben besitzt der VWM Verlag das größte Archiv deutschsprachiger zeitgenössischer Biographien. Seit 2010 wird die jährlich erscheinende Sammlung von Biographien Menschen Gesichter der Regionen herausgegeben. Beschrieben sind in ihren zum Beispiel Nuri Aksel, Günter Benser, Martin Fontius und Ruth Rewald. Ein Teil des Archivs ist online durchsuchbar.